# NGC 2309
NGC 2309 (другое обозначение — OCL 557) — рассеянное скопление в созвездии Единорог.
Этот объект входит в число перечисленных в оригинальной редакции «Нового общего каталога».
NGC 2309 является относительно бедным скоплением, которое, однако, проецируется на богатое звёздное поле. Если расстояние от Солнца до центра Млечного Пути равно 8,5 килопарсек, то скопление находится прямо перед рукавом Персея.